# Jerry Lee Lewis
Jerry Lee Lewis (Ferriday, Louisiana, 29 de setembre de 1935 - Nesbit, Mississipi, 28 d'octubre de 2022) va ser un cantant i pianista estatunidenc de rock and roll, bugui-bugui i country entre altres estils. També va ser conegut amb el sobrenom de "The Killer".

## Creixement i formació musical
Va néixer en una família pobra i cristiana, fill d'Elmo i Mamie Lewis. Tingué dues germanes, Linda Gail Lewis (també cantant de country i rock'n'roll) i Frankie Jean Lewis.
En descobrir que tenia un gran talent tocant el piano, els seus pares van enviar el jove Jerry a classes de piano i ben aviat va començar a desenvolupar el seu estil que tant el caracteritza. La seva primera actuació en públic fou l'any 1949, amb l'edat de 14 anys, tocant "Drinkin' Wine Spo-Dee-O-Dee" i es decantava clarament pel blues, el jazz, el country i el boogie woogie.
Uns pocs anys després, Jerry va anar a estudiar a un col·legi cristià a Waxahachie, Texas, però ben aviat el van expulsar per tocar música religiosa amb ritme de rock'n'roll. El 1952 es va casar per conveniència amb Dorothy Barton, tot i que el matrimoni no va funcionar massa bé. Estant casat amb Dorothy, Jerry Lee va deixar embarassada a Jane Mitcham, i els pares de Jane Mitcham van obligar-lo a casar-se amb la seva filla. D'aquesta manera el Jerry estava casat amb dues dones a la vegada.

## Els 50: Entrada a la Sun Records i èxit absolut
L'Elmo va començar a portar al Jerry a tocar pels pobles propers per guanyar diners. El 1954 enregistrà dues cançons per una emissora de ràdio de Louisiana i va resultar un gran èxit, de manera que el 1956 va decidir anar a Memphis, Tennessee, per poder gravar un disc a Sun Records, igual que havia fet recentment Elvis Presley, tot i que desafortunadament el Sam Phillips, amo de Sun Records estava de viatge. Tot i així el Jerry va convèncer un dels treballadors de Sun Records, el Jack Clement, i va poder gravar dues cançons, "Crazy Arms" (un dels èxits country del moment) i "End of the Road" (un rock 'n' roll compost pel mateix Jerry).
Li van dir que tornés a anar a la Sun Records i juntament amb les altres tres grans estrelles del moment (Elvis Presley, Carl Perkins i Johnny Cash) van gravar un disc de gospel i country. El Sam Phillips els va anomenar com el Million Dollar Quartet.
El 1957, Jerry Lee i el seu grup van enregistrar el seu primer disc d'èxit, "Whole Lotta Shakin' Goin' On". La cançó, que tenia una lletra molt suggeridora, va ser prohibida en algunes emissores radiofòniques i els predicadors volien censurar-la, al·legant que el rock 'n' roll era la música del dimoni, i "Whole Lotta Shakin'" ja havia estat el detonant final. El 28 de juliol de 1957, el Jerry va tocar el "Whole Lotta Shakin' " al programa de Steve Allen, un dels programes televisius amb més audiència de l'època als Estats Units. Mai fins a aquell dia ningú havia tocat el piano d'aquella manera; Jerry va tirar la cadira a terra i va acabar totalment despentinat.
"Whole Lotta Shakin'" ja era número 1 en les llistes de pop, western & country i Rhythm and blues. Jerry Lee ja s'havia assegurat un lloc entre els millors cantants de rock'n'roll de la història. El desembre de 1957 va treure la seva cançó més coneguda, "Great Balls of Fire", juntament amb la balada country "You Win Again".
A partir de llavors Jerry va desaparèixer totalment del panorama musical, tot i intentar-ho amb "Lewis Boogie", "Wild One", "Lovin' Up a Storm" o altres gravacions. El 1959 va tenir un fill amb Myra, Steve Allen Lewis.

## Els 60: Retorn a Anglaterra i època country
El 1962 va tornar a Anglaterra, quatre anys després del seu fracàs, aquesta vegada amb més èxit, tocant els seus hits dels 50. Si Jerry no en tenia prou amb els seus problemes musicals, la tragèdia va començar a entrar en la seva vida, quan Steve Allen Lewis es va ofegar i va morir a la piscina de casa, amb només 3 anys. Un any després, el 1963, va acabar el seu contracte amb la Sun Records i va firmar per Smash-Mercury Records. Durant els 60 va acaparar bastant èxit a Anglaterra, encapçalat per una nova cançó de rock'n'roll, "I'm On Fire".
Però no va ser fins a finals de la dècada quan va tornar a triomfar altra vegada, tot i que aquesta vegada ho faria amb cançons country. Les més reeixides foren "Another Place, Another Time" el 1968 i "She Even Woke Me Up To Say Goodbye" el 1969. El Jerry, s'havia convertit en una estrella de la música country, sense oblidar del tot el rock 'n' roll. Aquell mateix any es va divorciar de Myra i es casaria amb Jaren.

## Els 70: Tragèdies entre èxits musicals
El 1973 el seu primer fill, Jerry Lee Lewis Jr., morí a causa d'un accident de cotxe. També aquell any va tenir un gran èxit amb la cançó "Chantilly Lace". Del matrimoni amb la seva quarta dona va tenir una filla, Phoebe Lewis, que és cantant i també ha estat actuant alguna vegada amb el seu pare. El 1976, en la seva festa d'aniversari (feia 41 anys) va disparar 'sense voler' al baixista del grup, Butch Owens.
Entre problemes d'alcohol i drogues, Jerry va seguir fent cançons d'èxit de boogie woogie, country i rock'n'roll que van aconseguir molta popularitat, com "Boogie Woogie Country Man" el 1975, "Middle-Aged Crazy" el 1977. Però el 1978 deixà Mercury per signar amb Electra Records. Un temps després Jaren va morir ofegada a la piscina, igual que el seu segon fill. El 1979 l'artista va tornar a triomfar altra vegada amb la cançó "Rockin' My Life Away".

## Els 80: Més tragèdies i estrena del film

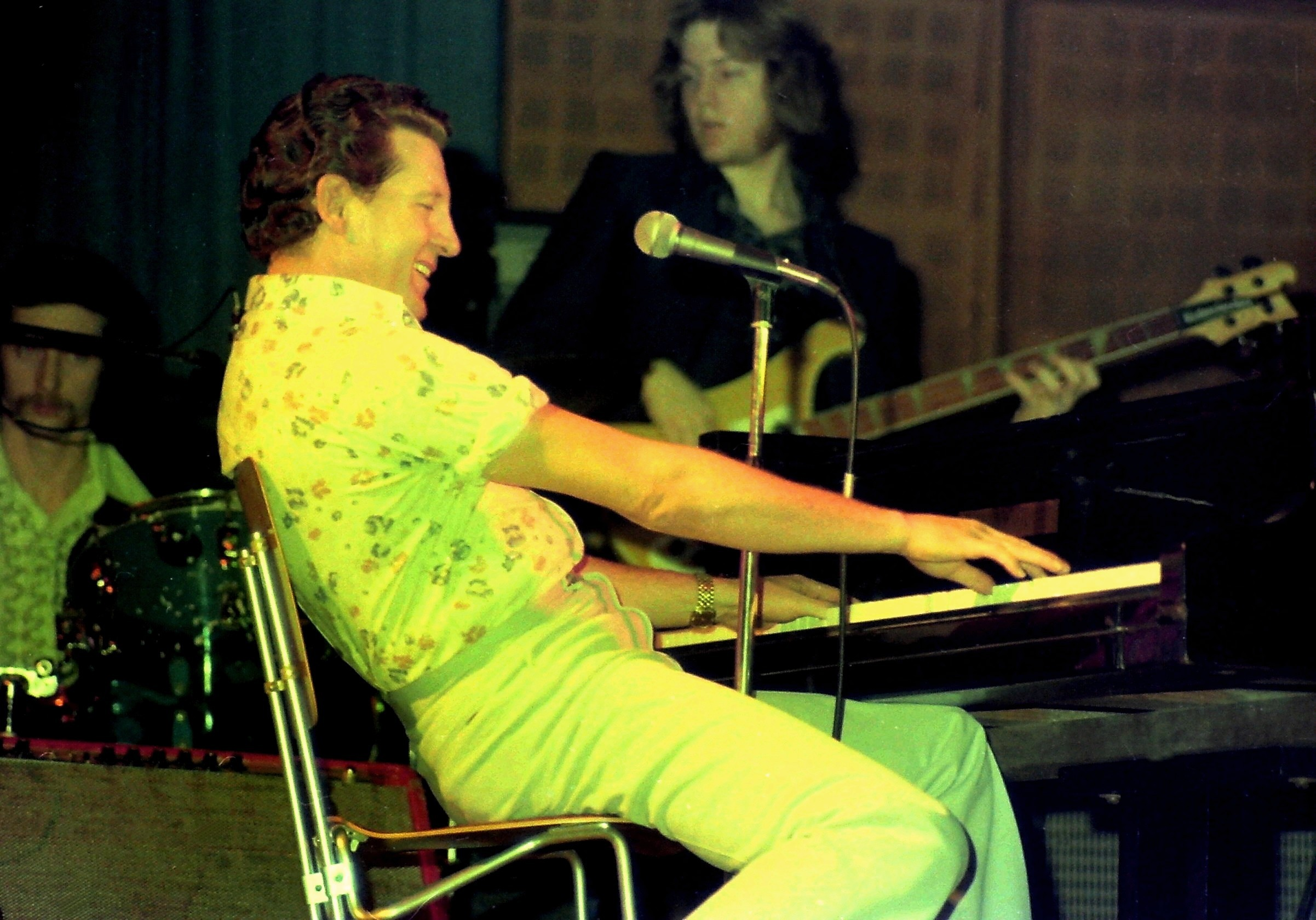
Lewis durant un concert el 1977

Si els anys 70 van ser complicats per la vida personal del Jerry, als 80 la mala sort i la desgràcia van seguir amb ell. El 1983 es va casar amb la seva cinquena dona, Shawn, i només dos mesos després del casament, la tragèdia va tornar una vegada més a la vida del cantant i aquesta va morir per sobredosi de metadona. Jerry, addicte a les drogues, i espantat pel que havia succeït va decidir anar voluntàriament a la clínica de desintoxicació Betty Ford.
Deixant de banda la vida personal, el 1983 va fer dos concerts espectaculars, un a Austin, Texas, i l'altre a Londres i va aconseguir dos èxits nous amb el country: "Over The Rainbow" el 1980 i "Thirty-Nine and Holdin'" el 1981. Tot i que el seu contracte amb Electra estava vigent també va gravar amb MCA Records altres èxits seus de l'època com "I Am What I Am" el 1985, i el 1986 a la Sun Records, en companyia del Carl Perkins, Johnny Cash i Roy Orbison, un disc anomenat "Class of 55". El 1987 es va casar per sisè cop amb Kerrie McCarver, que tenia 22 anys. Van tenir un fill, a qui van anomenar Jerry Lee Lewis III.
El 1989 es va estrenar la pel·lícula Gran bola de foc (Great Balls of Fire!) que relatava la seva biografia des que va entrar a la Sun Records fins a la seva desafortunada gira per Anglaterra. La pel·lícula va suposar un gran èxit i va donar a conèixer Jerry a tot arreu. Jerry Lee Lewis va ser interpretat per l'actor Dennis Quaid, mentre que una jove Winona Ryder interpretava el paper de Myra. Les cançons de la pel·lícula foren enregistrades pel mateix Jerry, i van treure un nou vinil amb les noves versions de “Great Balls of Fire” i “Breathless”.

## Els 90 i el segle XXI: Una llegenda viva

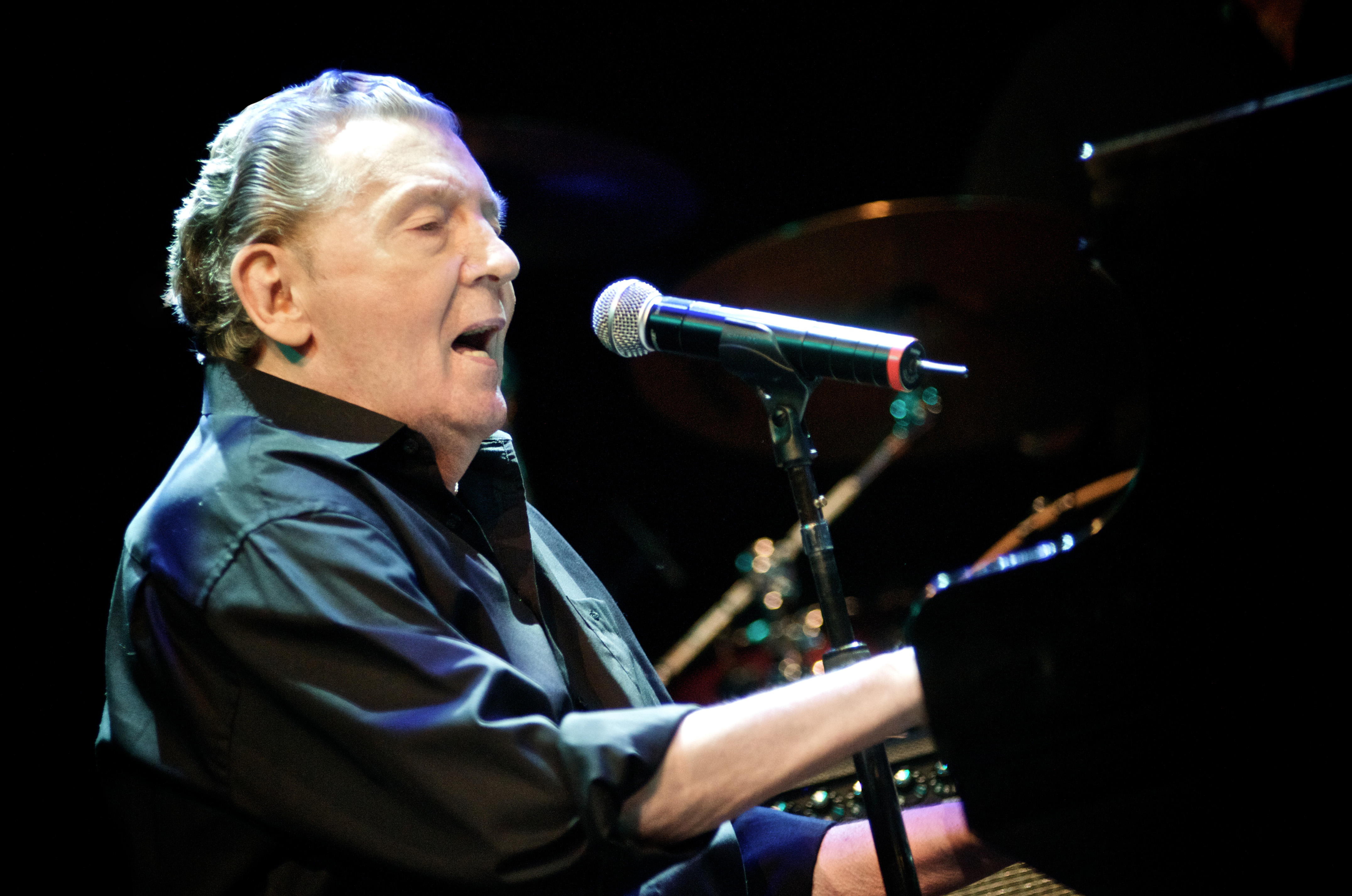
Jerry Lee Lewis en concert a São Paulo (Brasil) el 2009

La dècada de 1990 va ser una època tranquil·la. No hi va haver morts ni tragèdies. Però, tot i així, el Jerry seguia omplint pàgines de la premsa del cor, quan el 1993 es rumorejava que estava sortint amb una noia adolescent quan seguia casat amb Kerrie. El 1995 va treure dues noves cançons, "Goosebumps" i "Young Blood".
El 2002 es va separar de Kerrie McCarver, i el 2006, amb 71 anys estrenava el seu nou treball, “Last Man Standing”, que inclou 20 cançons amb duets històrics amb Bruce Springsteen, Jimmy Page, Kris Kristofferson, Little Richard, Ringo Starr i Keith Richards entre d'altres. La cançó més destacada del disc és una versió pròpia de "Rock and Roll", original de Led Zeppelin, acompanyat amb el guitarrista Jimmy Page.